# Liste der Ehrenbürger von Aichach
Das Ehrenbürgerrecht ist die höchste Auszeichnung der schwäbischen Kreisstadt Aichach. Es kann an Persönlichkeiten verliehen werden, die sich um das Ansehen und die Geschicke der Stadt hervorragende Verdienste erworben und die Entwicklung Aichachs entscheidend beeinflusst haben. Seit 1821 wurde insgesamt 16 Personen und weiteren 11 Personen in den zwischenzeitlich eingemeindeten Landgemeinden um die Stadt diese Ehrung zuteil.
Wie in vielen anderen deutschen Städten wurde am 4. Mai 1933 im Stadtrat von Aichach der Antrag gestellt, hochrangige Politiker des Dritten Reichs mit einer Ehrenbürgerschaft zu ehren, ohne dass diese Personen einen Bezug zur Stadt hatten. Dem Antrag wurde stattgegeben. Mit Beschluss Nr. 45 des Stadtrates Aichach vom 6. November 1945 wurden die Namen Hindenburg, Hitler, Ritter von Epp und Adolf Wagner aus der Liste der Ehrenbürger gestrichen.
Zur Einreichung von Vorschlägen sind die Bürgermeister und die Stadtratsmitglieder berechtigt. Nach Begutachtung durch den Verwaltungs- und Finanzausschuss entscheidet der Stadtrat in nichtöffentlicher Sitzung über die Vorschläge. Ein Beschluss bedarf einer Zweidrittelmehrheit der stimmberechtigten Mitglieder. Ehrenbürger haben ein verbrieftes Recht, zu repräsentativen Veranstaltungen der Stadt eingeladen zu werden. Im Übrigen bestehen keine besonderen Rechte oder Pflichten. Ehrenbürgern, die sich in unverschuldeter wirtschaftlicher Notlage befinden, kann der Stadtrat eine Unterstützung oder zur Abwendung dauernder Not ein Ehrensold bewilligen. Die Aberkennung der bürgerlichen Ehrenrechte oder unwürdiges Verhalten zieht die Aberkennung der Ehrenbürgerschaft nach sich. Auch hierüber befindet der Stadtrat mit Zweidrittelmehrheit.
Hinweis: Die Auflistung erfolgt chronologisch nach Datum der Zuerkennung.

## Die Ehrenbürger der Stadt Aichach
1. Theodor Freiherr von Hallberg-Broich (* 8. September 1768 auf Schloss Broich; † 17. April 1862 auf Schloss Hörmannsdorf)
Schriftsteller und Forschungsreisender
Verleihung am 23. März 1821
Der Eremit von Gauting wurde vom Magistrat der Stadt in Anerkennung seiner Verdienste um die Errichtung eines Nationaldenkmals auf der Burgstelle zu Oberwittelsbach zum Ehrenbürger ernannt.
2. Georg Forster († 26. Februar 1838 in Neuburg a.d.Donau)
kgl. Appellationsgerichtsrat
Verleihung 1837
Forster wirkte von 1818 bis zum 1. März 1837 als Landrichter in Aichach. Nachdem er als Appellationsrat ins nahe gelegene Neuburg gewechselt war, beschloss der Magistrat, ihm wegen seiner sämtlichen Bürgern der Stadt bewiesenen liebevollen Behandlung, schonenden Güte und erwiesenen nützlichen Dienste die Ehrenbürgerschaft zuzuerkennen.
3. Karl Ludwig Wimmer († 1872)
kgl. Bezirksamtmann
Verleihung am 24. Mai 1864
Wimmer bekleidete in Aichach zunächst das Amt des Landrichters, später das des Bezirksamtmannes. Anlässlich der Vollendung seines 25. Dienstjahres beschloss der Magistrat, ihm in dankbarer Anerkennung seiner Verdienste das Ehrenbürgerrecht zu verleihen. Wimmer habe sich während dieser Zeit durch seine reichen Erfahrungen und seine Kenntnisse, durch rastlose Tätigkeit, mit der er die Interessen und Bedürfnisse aller Gerichtsangehörigen leitete, durch seine allbekannte Humanität und durch wohlwollendes, liebevolles Benehmen gegen den Armen, wie gegen den Reichen besonders ausgezeichnet.
4. Max Grünberger (* Mai 1823 in Aichach; † Juli 1905 in Regensburg)
kgl. Oberamtsrichter
Verleihung am 29. Juli 1894
Vom 1. September 1867 bis zum 1. August 1894 stand Grünberger als Landrichter und Oberamtsrichter dem örtlichen Gericht vor. Aus Anlass seiner Pensionierung wurde dem allgemein beliebten Beamten, der mit der Bürgerschaft stets in allerbestem Einvernehmen stand als ehrendes Zeichen der Anhänglichkeit und Hochachtung die Ehrenbürgerschaft zuteil.
5. Johann Nepomuk Mulzer (* in Neunburg vorm Wald; † 1907)
kgl. Bezirksamtmann und Regierungsrat
Verleihung am 22. März 1897
Mulzer war von 1880 an als Bezirksamtmann in Aichach eingesetzt worden und erwarb sich in dieser Position hohes Ansehen.
6. Arnold Jacobi (* 8. September 1828 in Kempten (Allgäu); † 6. März 1900)
Stadtpfarrer und Geistlicher Rat
Verleihung am 8. September 1898
Jacobi war vom 1. Februar 1882 bis zu seinem Tod Stadtpfarrer in Aichach. In dieser Zeit wurde die Pfarrkirche um ein neues Leichenhaus und eine neue Orgel ergänzt. 1883 weihte er einen neuen Kreuzweg ein. Für seine langjährige Seelsorge und das höchst dankenswerte Einvernehmen, das er zwischen Geistlichkeit und der Bürgerschaft pflegte, wurde ihm anlässlich seines 70. Geburtstags die Ehrenbürgerwürde verliehen.
7. Johann Nepomuk Deller (* 15. Januar 1854 in Donauwörth; † 21. August 1916 in Pasing)
Dekan und Stadtpfarrer
Verleihung am 8. Juni 1915
Deller war von 1884 Stadtprediger und nach dem Tod Jacobis von 1900 an Stadtpfarrer. Aus Anlass seines dreißigjährigen geistlichen Wirkens und in Anbetracht der großen Verdienste, welche er sich um Kirche, Schule und Gemeinde erworben hatte, wurde er zum Ehrenbürger ernannt.
8. Franz Beck (* 30. April 1846 in Aichach; † 23. Oktober 1918 in Aichach)
Kommerzienrat und Bürgermeister
Verleihung am 30. Juli 1916
Der weltläufige Geschäftsmann, der zeitweilig auch als Abgeordneter der Zentrumspartei im Reichstag saß, stand als Gemeindebevollmächtigter, Magistratsrat und die letzten sechs Jahre seines Lebens als Bürgermeister im Dienst der Aichacher Bürger. Mit der Verleihung der Ehrenbürgerschaft anlässlich seines 70. Geburtstages dankte man ihm besonders die Stiftung eines Altenheimes, sowie seine Zuwendungen an das Krankenhaus, das Waisenhaus und die Kirche.
9. Anton Werlberger (* 10. April 1850 in Aichach; † 6. März 1929 in Aichach)
Bürgermeister
Verleihung am 10. April 1920
Werlberger trat 1876 im Alter von 25 Jahren in das Kollegium der Gemeindebevollmächtigten ein. Von 1891 war er als Magistratsrat tätig und wurde nach dem Tod von Franz Beck im Herbst 1918 zunächst zum stellvertretenden Bürgermeister und im Sommer 1919 zum Stadtoberhaupt gewählt. Nach Ablauf der Wahlperiode zog er sich am 31. Dezember 1924 aus dem Amt zurück. Der Stadtrat verlieh ihm aus Anlass seines 70. Geburtstages in dankbarer Anerkennung seiner uneigennützigen äußerst verdienstvollen 44-jährigen Tätigkeit in diesen Ämtern das Ehrenbürgerrecht.
10. Josef Haselberger (* 5. September 1849 in Konstein; † 27. November 1935 in Aichach)
Fleischwarenfabrikant
Verleihung am 1. April 1925
Haselberger war 1880 nach Aichach gekommen und eröffnete dort einen Fleischerladen. Sie baute er zu Beginn des 20. Jahrhunderts zusammen mit seinen Söhnen zu einer Fleisch- und Wurstkonservenfabrik aus, die im gesamten Deutschen Reich Feinkostgeschäfte, die Heeres- und Marineverwaltung sowie Schifffahrtsgesellschaften belieferte. Zum Ehrenbürger wurde er in dankbarer Anerkennung seines wiederholt bekundeten, edlen Wohltätigkeitssinnes und seiner Opferwilligkeit für die Stadt ernannt. So hatte Haselberger das Kriegerdenkmal der Stadt gestiftet und lange Jahre das Waisenhaus der Stadt verwaltet.
  - Paul von Hindenburg (* 2. Oktober 1847 in Posen; † 2. August 1934 auf Gut Neudeck)

Reichspräsident
Verleihung am 4. Mai 1933, aberkannt am 6. November 1945
  - Franz Ritter von Epp (* 16. Oktober 1868 in München; † 31. Januar 1947 in München)

Deutscher Berufssoldat und nationalsozialistischer Politiker
Verleihung am 4. Mai 1933, aberkannt am 6. November 1945
  - Adolf Hitler (* 20. April 1889 in Braunau am Inn; † 30. April 1945 in Berlin)

Reichskanzler
Verleihung am 4. Mai 1933, aberkannt am 6. November 1945
  - Adolf Wagner (* 1. Oktober 1890 in Algringen; † 12. April 1944 in Bad Reichenhall)

Staatsminister
Verleihung am 4. Mai 1933, aberkannt am 6. November 1945
11. Fritz Mayer (* 27. Dezember 1865; † 10. Dezember 1937)
Buchdruckereibesitzer
Verleihung am 19. April 1937
Mayer war von 1903 an Inhaber der Druckerei Mayer & Söhne, in der unter anderem auch die Aichacher Zeitung erschien. Zeit seines Lebens setzte er sich für das gesellschaftliche Leben der Stadt ein. So diente er 48 Jahre lang als Vorsitzender des Turnvereins und war 31 Jahre lang Kommandant der Freiwilligen Feuerwehr. Ende März 1933 wurde er zum 2. Bürgermeister gewählt. Zum Ehrenbürger wurde er in Anerkennung seiner uneigennützigen äußerst verdienstvollen Tätigkeit für das Gemeinwohl ernannt.
12. Robert Haselberger (* 28. März 1884 in Aichach; † 29. September 1959 in Augsburg)
Kommerzienrat und Fleischwarenfabrikant
Verleihung am 2. September 1950
13. Georg Beck (* 25. August 1878 in Aichach; † 30. März 1961)
Kunstmühlenbesitzer
Verleihung am 2. September 1950
14. Gottlieb Schmid (* 24. Juli 1871 in Aichach; † 13. Juni 1964 in Kaufbeuren)
Baumeister und Bürgermeister
Verleihung am 2. September 1950
15. Wilhelm Wernseher (* 11. Februar 1908 in Moos bei Vilshofen; † 10. August 1978 in Schrobenhausen)
Bürgermeister
Verleihung am 30. Juni 1972
16. Alfred Riepl (* 8. Juni 1925 in Algertshausen; † 14. Juli 2014)
Bürgermeister
Verleihung am 30. April 1990
17. Josef Kapfhamer (* 9. Januar 1911 in Aichach; † 23. Juli 1991 in Aichach)
2. Bürgermeister und Bahnspediteur
Verleihung am 25. Januar 1991
18. Josef Bestler (* 13. Mai 1925 in Deubach; † 1. März 2018)
Altlandrat
Verleihung ??

## Die Ehrenbürger der eingemeindeten Ortsteile
Ecknach
- Franz Xaver Hafner
Pfarrer
Datum der Verleihung unbekannt
- Kaspar Preisinger (* 19. April 1857 in Ecknach; † 20. Dezember 1928 in Ecknach)
Bürgermeister
Verleihung am 19. April 1927 (Samstag)
- Lorenz Niedermaier (* 1. August 1892 in Sielenbach; † 27. November 1971 in Aindling)
Landwirt
Verleihung nach 1960
- Leonhard Steinacker (* 19. April 1887 in Munsingen; † 24. November 1969 in Ecknach)
Pfarrer
Verleihung 1968

Griesbeckerzell
- Max Gmach (* 26. Februar 1912 in Lauingen/Donau; † 9. Juni 1980 in Altötting)
Pfarrer
Verleihung am 19. November 1972

Klingen
- Nikolaus Wagner (* 6. März 1907; † 11. März 1988)
Rektor
Verleihung am 1. September 1960

Oberbernbach
- Hans Schindler (* 21. März 1891 in Reichertshausen; † 1983 in München)
Oberlehrer
Verleihung am 8. April 1954
- Leonhard Schelchshorn (* 6. November 1908 in Oberbernbach; † 22. April 1979 in Aichach)
Bürgermeister
Verleihung am 6. November 1977

Oberwittelsbach und Unterwittelsbach
- Bruno Bayer (* 10. August 1891 in Neuhausen bei Esslingen; † 2. April 1962)
Benefiziumsvikar
Verleihung am 12. August 1956

Unterschneitbach
- Raimund Veith (* 1. April 1892 in Herrieden; † 8. Juli 1973 in Aichach)
Oberlehrer
Verleihung am 1. April 1962

Walchshofen
- Martin Achter (* 28. Oktober 1905 in Walchshofen; † 24. Dezember 1995 in Augsburg)
Bischofsvikar
Verleihung am 25. Juli 1954